# Magny-en-Bessin
Magny-en-Bessin är en kommun i departementet Calvados i regionen Normandie i norra Frankrike. Kommunen ligger i kantonen Ryes som ligger i arrondissementet Bayeux. År 2022 hade Magny-en-Bessin 160 invånare.

## Befolkningsutveckling
Antalet invånare i kommunen Magny-en-Bessin
Referens: INSEE